# Landschaftsschutzgebiet Wald- und Grünlandkomplex Blomenstein
Das Landschaftsschutzgebiet Wald- und Grünlandkomplex Blomenstein mit 15,6 ha Flächengröße liegt westlich von Bega im Stadtgebiet von Dörentrup. Es wurde 2006 mit dem Landschaftsplan Oberes Begatal durch den Kreistag des Kreises Lippe als Landschaftsschutzgebiet (LSG) ausgewiesen.

## Beschreibung
Das LSG geht bis an die Bebauung von Bega. Wie Inseln liegen zwei bebaute Flächen im LSG. Das LSG umfasst einen gut strukturierten Grünland-Gehölzkomplex mit angrenzendem alten Buchenwald in stark hängiger Lage bei Blomenstein. Örtlich sind ehemalige Ackerterrassen zu sehen, die von älteren Obstbäumen bestanden sind und Magerkeitszeiger im Grünland aufweisen. Das Grünland ist stellenweise recht mager, dabei teils reich an Blütenpflanzen. Im nördlichsten Bereich befinden sich durch Böschungen terrassierte Flächen, auf denen Obstbäume und lückige Hecken stehen. Das Grünland war bei Ausweisung wiesenartig und blütenreich. Im Osten liegt im Talgrund ein kleiner Tümpel mit Igelkolben-Röhricht. Der hier ursprünglich verlaufende Bach wurde an den Talrand verlegt. Im Nordosten stehen zwei Feldgehölze aus alten Buchen, die keine Krautschicht aufweisen.

## Schutzzwecke für das LSG
Laut Landschaftsplan erfolgte die Ausweisung des LSG
- „zur Erhaltung und Wiederherstellung der Leistungsfähigkeit des Naturhaushaltes in ökologisch besonders wertvoll strukturierten Bereichen mit Wasser-, Klima- und Biotopschutzfunktionen,“
- „zur Erhaltung und Wiederherstellung von Quellbereichen und naturnahen Fließgewässern, Wald- und Grünlandbereichen unterschiedlicher Feuchtestufen, Feldgehölzen, Hecken und Obstwiesen,“
- „zur Erhaltung morphologisch ausgeprägter Bereiche zur Sicherung der landschaftlichen Eigenart und Vielfalt für die Erholung, “
- „zur Erhaltung wertvoller Biotopkomplexe aus Wald-Grünlandbereichen, Fließgewässern und Quellen sowie Biotopen nach § 62 LG mit wichtigen Refugial-, Puffer-, Trittstein- und Vernetzungsfunktionen,“
- „zur Erhaltung und Wiederherstellung wichtiger Rückzugsräume für die bedrohte Tier- und Pflanzenwelt,“
- „zur Sicherung von kulturhistorisch bedeutsamen Landschaften, z. B. Terrassenkulturlandschaften,“
- „zur Sicherung der das Orts- und Landschaftsbild gliedernden und belebenden und die dörflichen Siedlungsstrukturen prägenden Freiraumelemente.“[1]

## Rechtliche Vorschriften
Im Landschaftsschutzgebiet ist unter anderem das Errichten von Bauten und das Anlegen von Fischteichen verboten.